# Jogl Brunner
Johann „Jogl“ Brunner (* 19. März 1958 in Tamsweg) ist ein österreichischer Sänger, Musiker, Komponist und Musikproduzent.

## Leben
Gemeinsam mit seinem Bruder Charly Brunner (eigentlich Karl Brunner) gründete er 1977 die Tanz-Band Happy in ihrem steirischen Heimatort Murau. Daraus entstand das von 1992 bis 2010 aktive Duo Brunner & Brunner, ein erfolgreicher deutschsprachiger Schlager-Act mit mehreren Millionen verkaufter Alben, 10 Siegen bei der ZDF-Hitparade, 10 Goldenen Stimmgabeln, 1 Amadeus Musikpreis und 1 Echo Musikpreis. Die beiden Brüder beendeten ihre gemeinsame Karriere im Dezember 2010.
Im März 2015 veröffentlichte Jogl Brunner nach über 4 Jahren Pause in der Musikbranche sein erstes Solo-Album Lebenslust (Universal Music Group/Electrola) mit zwölf selbst getexteten, komponierten und produzieren Titeln sowie zwei Brunner-&-Brunner-Neuinterpretationen. Die erste Single Du bist wie ein Stern aus dem Himmel gefallen präsentierte Jogl Brunner am 14. März 2015 in der TV Show „Die Besten im Frühling“ von Florian Silbereisen.
Seit September 2016 veröffentlicht Jogl Brunner seine Musik unter dem Eigenlabel JB Music, so 2018 sein zweites Solo-Album Lebensbilder.

## Diskografie (Solo-Veröffentlichungen)

### Alben
- Lebenslust (2015)
- Lebensbilder (2018)

### Singles
- Ich habe alles was ich will (Text, Komposition, Produktion: Johann Brunner, Arrangement: Johann Brunner und Charly Bereiter) 09/2016[3]
- Weihnachten mit dir (Text, Komposition, Produktion: Johann Brunner, Arrangement: Johann Brunner und Charly Bereiter) 11/2016[4]
- Ich habe alles was ich will (DJ Ostkurve Edit) 12/2016
- Lass uns leben inkl. DJ Ostkurve Edit & Remix (Text, Komposition, Produktion: Johann Brunner, Arrangement: Johann Brunner und Charly Bereiter) 03/2017[5]
- ANNA (Komposition, Produktion: Johann Brunner, Arrangement: Johann Brunner und Charly Bereiter, Klavier: Jogl Brunner) 05/2017[6]
- Wir beide (Text, Komposition, Produktion: Johann Brunner, Arrangement: Johann Brunner und Charly Bereiter) 10/2017[7]
- Nur einen Blick (Text, Komposition, Produktion: Johann Brunner, Arrangement: Johann Brunner und Charly Bereiter) 02/2018[8]